# Praznina Mikroskop
Praznina mikroskop je praznina, približno pravokutnog oblika, relativno praznog prostora, omeđena nepotpunim plahtama galaksija iz drugih praznina na južnoj nebeskoj polutci. Leži unutar granica zviježđa Mikroskop. Otkrio ga je i imenovao južnoafrički astronom Tony Fairall 1984. godine. 

## Poveznice
- Popis praznina